# 岩垂かれん
岩垂 かれん（いわだれ かれん、1993年12月24日 - ）は、日本のプロフェッショナル・スノーボーダー。スノーボード解説者。

## 人物
東京都港区出身（出生地は神奈川県）。港区立青南小学校、目黒区立第四中学校、日出学園高等学校、日本体育大学体育学部体育学科（アスレティックトレーニング専攻）卒業。
一人っ子である。
10歳（小学校4年）でスノーボードと出会ったことがきっかけで競技を始める。世界的スノーボーダーの布施忠を師匠とし、布施に技術を叩き込まれた。
小学校高学年では全国規模の作文コンクールでの受賞歴があり、2004年、10歳（小学校5年）時に、日本木造住宅産業協会主催の小学生対象 第7回「作文コンクール」（木の家・こんな家に住みたい）高学年の部で佳作となっている。
2005年、11歳（小学校6年）時に、JOCジュニア作文オリンピック 2005 カテゴリー1（12歳未満）においてシルバーメダル賞を受賞、IOC の国際コンテスト入賞作品となっている。題名は『ハーフパイプがくれた自分に勝つこと』。
当初はハーフパイプをやっており、2006-2007シーズンの第25回全日本スノーボード選手権大会ユース女子ハーフパイプで優勝したこともある。15歳（中学校3年）で日本スノーボード協会（JSBA）公認プロ資格を取得。プロ入りと同時にハーフパイプからスノーボードクロスに種目を変更。
高校入学後、2010-2011シーズンに全日本スキー連盟（SAJ）スノーボードジュニアナショナルチームに選出される。この時のジュニアチームの中には、後にオリンピック日本代表に選出される平岡卓・松本遥奈（ハーフパイプ）がいた。
2013年12月12日、2013年冬季ユニバーシアードの女子スノーボードクロスに出場し、5位入賞。
2014-2015シーズンにはナショナルAチームメンバーに選出された。
2015年1月16日、2015年FISフリースタイルスキー&スノーボード世界選手権大会（オーストリア・クライッシュベルグ）の女子スノーボードクロスに日本代表選手として出場し、29位の成績を残している。
2015年2月6日、2015年冬季ユニバーシアードの女子スノーボードクロスに出場し、9位。
2015年3月28日、FIS公認第21回全日本スキー選手権大会スノーボード競技において女子スノーボードクロスで優勝。
2016年1月31日、FIS Nor-Am Cup（North American Cup; 北米選手権）女子スノーボードクロスで 3位
、同3月4日、 Nor-Am Cup 優勝。
2015-2016シーズンを最後に現役を引退。引退の理由は「欧米人の体格と、自分との体格の違いに限界を感じた」ことであったという。
2016年、日本体育大学を卒業。卒業研究のテーマは「ランニングでの乳酸性作業閾値と、クロスカントリー競技の関係性」。
現役引退後はプロとしての競技普及活動を進める傍ら、オリンピック・世界選手権などのテレビ中継の際には解説者としてマイクサイドに立つこともある。
愛猫家であり、2016年6月25日より、ゆきおという名のアメリカンショートヘア・シルバークラシックタビーを自宅である実家で家族の一員として飼っている。
2018年9月15日、セント・フォース所属となったことを公表した。

## テレビ出演
- 輝き続ける中島みゆき（2021年3月7日、BSフジ）[28]
- アドベンチャー魂（2021年11月 - 、BS-TBS）
  - #5「洞窟探検」（2021年11月2日）[29]
  - #9「サバイバル登山」（2021年12月21日）[30]
  - 「アドベンチャー魂 傑作2時間スペシャル」（2022年1月3日）[31]
  - #11「雪山登山」（2022年1月18日）[32]